# Gabriel Batory (1555–1586)
Gabriel Batory (ur. 1555, zm. 11 listopada 1586 w Cseke) – węgierski szlachcic, syn Andrzeja Batorego i Małgorzaty Majláth.

## Życiorys
W czerwcu 1580 Gabriel poślubił Annę Bebek, młodszą siostrę Zuzanny Bebek, żony brata Gabriela, Stefana Batorego. Po ślubie z Anną, Gabriel przeszedł na wyznanie protestanckie, co wywołało gniew jego stryja, króla polskiego Stefana Batorego. Przejście na religię ewangelicką pozbawiło Gabriela szans na karierę w Polsce. Batory i jego brat Stefan interesowali się więc głównie sprawami Siedmiogrodu. Gabriel i jego żona Anna Bebek zmarli na skutek rozprzestrzeniającej się na Siedmiogród zarazy. Ich małżeństwo było bezpotomne.